# Marcelo Brodsky
Marcelo Brodsky (Buenos Aires, 1954) es un artista argentino, destacado en el ámbito de la fotografía y reconocido por su trabajo como activista por los derechos humanos.

## Reseña biográfica
En 1976 emigró a Barcelona, luego del golpe militar ocurrido en Argentina. En su exilio estudió Economía en la Universidad de Barcelona y fotografía en el Centre Internacional de la Fotografía. Entre sus maestros, se encuentra el fotógrafo catalán Manuel Esclusa. 
Durante su exilio en España tomó fotos que inmortalizaron el estado psicológico provocado por esa migración. En 1984 regresó a la Argentina, luego de la restitución del gobierno democrático. Dos años más tarde, tuvo su primera muestra fotográfica individual, Palabras. De ahí en más, comenzó a desarrollar su obra y a exponer de manera individual y colectiva en numerosos museos y galerías de arte, nacionales e internacionales.
Sus obras combinan texto e imagen, incorporando instalaciones, performances, fotografía, monumento y memoriales. Brodsky apela la fotografía como herramienta para la búsqueda de la identidad, recogiendo el efecto del tiempo y de los sucesos acaecidos en su entorno personal y social.
Actualmente, está representado por la galería Rolf Art (Buenos Aires, Argentina) y participa en BIENALSUR que reúne a más de 400 artistas del mundo.

## Publicaciones
Entre sus publicaciones se encuentran Buena Memoria (1997), un ensayo fotográfico compuesto por fotografías, video y textos que recogen la evolución personal y colectiva de un curso de alumnos del Colegio Nacional de Buenos Aires, marcado por la desaparición de dos de sus miembros a manos del terrorismo de estado. Nexo (2001), un proyecto que incluyó fotografías, video, instalaciones y textos.
Memoria en construcción, el debate sobre la ESMA (2005) plantea un debate sobre la Escuela de Mecánica de la Armada (ESMA), entre organismos de Derechos Humanos, familiares de las víctimas, entidades del Estado, organizaciones sociales, intelectuales y artistas, aportando imágenes e ideas 
Correspondencias Visuales fue una obra conformada por “diálogos visuales” que el autor mantuvo con artistas como Manel Esclusa, Pablo Ortiz Monasterio, Martin Parr, Horst Hoheisel y Cássio Vasconcellos.
En 2011 publicó Once@9:53 am, una fotonovela producida junto a Ilan Stavans, en la que combinaba reportaje y ficción. 
En 2012 realiza una instalación junto al artista visual Arturo Duclós, La Consulta del Dr. Allende, en el Museo de la Memoria y los Derechos Humanos en Santiago de Chile. El mismo año publica Tiempo de Árbol, que se centra en la relación entre la naturaleza y la historia personal del autor. 
Ayotzinapa. Acción Visual (2015) fue un trabajo en conjunto de las organizaciones Tlachinollan - Centro de Derechos Humanos de la Montaña, de México y Visual Action, acerca de la desaparición forzada de 43 estudiantes de la Escuela Normal Rural Raúl Isdidro Burgos, en Ayotzinapa en Iguala, Estado de Guerrero, México.
El Fuego de las Ideas fue un ensayo fotográfico donde el autor presenta movilizaciones estudiantiles que se dieron en un contexto de turbulencia social en todo el mundo a finales de los años sesenta.

## Distinciones
- 2009: Premio para los derechos humanos otorgado por B’nai Brith.[16]
- 2014: Jean Mayer Award de Tufts University Global Leadership Institute, MA, Estados Unidos.[17]